# Markéta Douglasová
Markéta Douglasová, hraběnka z Lennoxu (8. října 1515 hrad Harbottle – 7. března 1578, Hackney) byla dcerou anglické princezny a skotské královny Markéty a jejího druhého manžela Archibalda Douglase, 6. hraběte z Angusu. Po matce byla Markéta vnučkou anglického krále Jindřicha VII. a zároveň nevlastní sestrou skotského krále Jakuba V. Jejím vnukem byl anglický a skotský král Jakub I.
V mládí se těšila velké přízně svého strýce anglického krále Jindřicha VIII. Pouze dvakrát se jí podařilo vyvolat králův hněv. Nejprve tomu bylo kvůli jejímu králem neschválenému zasnoubení s lordem Thomasem Howardem, za které byl její snoubenec uvězněn v londýnském Toweru, kde v říjnu 1537 zemřel. Po druhé upadla v královu nemilost v roce 1540 kvůli její milostné aféře s Howardovým synovcem a bratrem královny Kateřiny – sirem Charlesem Howardem. V 1544 byla provdána za skotského šlechtice Matyáše Stuart, 4. hraběte z Lennoxu z mladší rodové linie skotského vládnoucího rodu Stuartovců. Jejich syn Jindřich se stal druhým manželem skotské královny Marie a byl otcem anglického a skotského krále Jakuba I.